# Claudette Falco
Claudette Falco, née à Paris le 6 avril 1922 et morte le 15 juin 1999 à Paris, est une actrice française.

## Filmographie
- 1946 : Au petit bonheur de Marcel L'Herbier : Sophie
- 1947 : Les aventures de Casanova de Jean Boyer : la fille du juge
- 1948 : Le Diamant de cent sous de Jacques Daniel-Norman : la bonne
- 1950 : La Voyageuse inattendue de Jean Stelli
- 1950 : Un trou dans le mur d'Émile Couzinet
- 1951 : Demain nous divorçons de Louis Cuny : Maggy